# Seznam románských rotund v Evropě
Toto je seznam románských a předrománských rotund v Evropě sloužící jako kostely (vlastnické, klášterní, velkofarní, farní).
Typická středoevropská románská rotunda má kruhovou loď s volnou vnitřní dispozicí a jednu apsidu. Ač jsou hmotově jednotlivé stavby obdobné, každá konstrukce je originální (např. napojení apsidy na loď). Zároveň je studium zatíženo nejistotou nánosů času nebo i mírou destrukce. Součástí výčtu nejsou vizuálně podobné dvoupatrové hřbitovní kaple/kostnice zvané karnery, jejichž funkce byla doplňková k hlavnímu kostelu. Stavěny byly zejména v Dolních Rakousech, Moravě a Slovensku na konci románského období.
| č.  | název                                                  | obec                               | země                               | stav    | postavena (přibližně) | rovnoběžka | poledník |
| --- | ------------------------------------------------------ | ---------------------------------- | ---------------------------------- | ------- | --------------------- | ---------- | -------- |
| 1   | Rotunda svaté Kateřiny (Česká Třebová)                 | Česká Třebová                      | Čechy                              | stojící | 1325                  | 49.90443   | 16.45046 |
| 2   | Rotunda Narození Panny Marie                           | Holubice                           | Čechy                              | stojící | 1325                  | 50.20306   | 14.29328 |
| 3   | Rotunda svatého Jiří (Hradešín)                        | Hradešín                           | Čechy                              | stojící | 1225                  | 50.04084   | 14.75552 |
| 4   | Rotunda svatého Václava (Jažlovice)                    | Jažlovice                          | Čechy                              | torzo   | 1200                  | 49.96386   | 14.63335 |
| 5   | Kostel svatého Martina a Prokopa (Karlík)              | Karlík                             | Čechy                              | stojící | 1225                  | 49.93561   | 14.26146 |
| 6   | Rotunda svatého Mikuláše (Vrapice)                     | Kladno (Vrapice)                   | Čechy                              | stojící | 1310                  | 50.16576   | 14.17090 |
| 7   | Rotunda svatého Martina (Kostelec u Křížků)            | Kostelec u Křížků                  | Čechy                              | stojící | 1251                  | 49.90987   | 14.56318 |
| 8   | Kostel svatého Klimenta (Levý Hradec)                  | Levý Hradec                        | Čechy                              | zaniklá | 900                   | 50.16940   | 14.37420 |
| 9   | Loket (hrad)                                           | Loket                              | Čechy                              | torzo   | 1380                  | 50.18736   | 12.75446 |
| 10  | Kostel svatého Jiří (Lukov)                            | Lukov                              | Čechy                              | stojící | 1300                  | 50.33891   | 14.05480 |
| 11  | Rotunda svatého Jiří (Říp)                             | Mneteš                             | Čechy                              | stojící | 1140                  | 50.38646   | 14.28954 |
| 12  | Rotunda v Nové Bystřici                                | Nová Bystřice                      | Čechy                              | zaniklá | 1200                  | 49.01921   | 15.10427 |
| 13  | Rotunda svatého Víta                                   | Praha 1 - Hradčany                 | Čechy                              | zaniklá | 1000                  | 50.09077   | 14.40075 |
| 14  | Kostel svatého Jana Křtitele v Oboře                   | Praha 1 - Malá Strana              | Čechy                              | zaniklá | 1200                  | 50.08788   | 14.39777 |
| 15  | Rotunda svatého Václava (Praha)                        | Praha 1 - Malá Strana              | Čechy                              | zaniklá | 1110                  | 50.08847   | 14.40314 |
| 16  | Rotunda svatého Kříže Menšího                          | Praha 1 - Staré město              | Čechy                              | stojící | 1200                  | 50.08283   | 14.41474 |
| 17  | Rotunda svatého Vavřince                               | Praha 1 - Staré město              | Čechy                              | zaniklá | 1225                  | 50.08500   | 14.41611 |
| 18  | Rotunda svatého Longina                                | Praha 2 - Nové město               | Čechy                              | stojící | 1225                  | 50.07651   | 14.42561 |
| 19  | Rotunda svatého Martina (Vyšehrad)                     | Praha 2 - Vyšehrad                 | Čechy                              | stojící | 1175                  | 50.06366   | 14.42157 |
| 20  | Rotunda svatého Pankráce                               | Praha 4 - Nusle                    | Čechy                              | zaniklá | 1100                  | 50.05786   | 14.43122 |
| 21  | Kostel svaté Máří Magdaleny (Přední Kopanina)          | Praha 6 - Přední Kopanina          | Čechy                              | stojící | 1225                  | 50.11728   | 14.29645 |
| 22  | Rotunda v Dolních Chabrech                             | Praha 8 - Dolní Chabry             | Čechy                              | zaniklá | 1225                  | 50.14920   | 14.44229 |
| 23  | Rotunda svatého Jana Křtitele (Pravonín)               | Pravonín                           | Čechy                              | stojící | 1300                  | 49.63557   | 14.94150 |
| 24  | Rotunda svatého Václava (Jažlovice)                    | Říčany                             | Čechy                              | stojící | 1200                  | 49.96386   | 14.82029 |
| 25  | Rotunda svatého Petra a Pavla (Starý Plzenec)          | Starý Plzenec                      | Čechy                              | stojící | 1201                  | 49.70344   | 13.47489 |
| 26  | Rotunda svatého Václava (Týnec nad Sázavou)            | Týnec nad Sázavou                  | Čechy                              | stojící | 1225                  | 49.83050   | 14.59285 |
| 27  | Rotunda svatého Václava (Vranov)                       | Vranov                             | Čechy                              | stojící | 1100                  | 49.85307   | 14.77710 |
| 28  | Kostel svatého Petra a Pavla (Budeč)                   | Zákolany (Budeč)                   | Čechy                              | stojící | 1001                  | 50.19117   | 14.24479 |
| 29  | Rotunda svatého Jana Křtitele (Zborovy)                | Zborovy                            | Čechy                              | stojící | 1301                  | 49.38028   | 13.51515 |
| 30  | Kostel svatého Petra a Pavla (Želkovice)               | Želkovice                          | Čechy                              | stojící | 1325                  | 50.46310   | 13.87431 |
| 31  | Rotunda svatého Václava (Libouň)                       | Zvěstov (Libouň)                   | Čechy                              | stojící | 1325                  | 49.63414   | 14.82029 |
| 32  | Pohansko 2. kostel                                     | Břeclav (Pohansko)                 | Morava                             | zaniklá | 1010                  | 48.73331   | 16.90005 |
| 33  | Kostel svaté Anny (Brno, Mendlovo náměstí)             | Brno (Mendlovo nám.)               | Morava                             | zaniklá | 1100                  | 49.19163   | 16.59378 |
| 34  | Rotunda v Brně-Štýřicích                               | Brno (Vídeňská)                    | Morava                             | zaniklá | 1100                  | 49.18459   | 16.59487 |
| 35  | Rotunda svaté Barbory (Častohostice)                   | Častohostice                       | Morava                             | stojící | 1300                  | 49.01795   | 15.82047 |
| 36  | Kostel svatého Jakuba (Jemnice)                        | Jemnice                            | Morava                             | torzo   | 1210                  | 49.02341   | 15.56630 |
| 37  | Mikulčice VI. kostel                                   | Mikulčice                          | Morava                             | zaniklá | 900                   | 48.80521   | 17.09168 |
| 38  | Mikulčice VII. kostel                                  | Mikulčice                          | Morava                             | zaniklá | 900                   | 48.80795   | 17.08227 |
| 39  | Mikulčice IX. kostel                                   | Mikulčice                          | Morava                             | zaniklá | 1000                  | 48.80115   | 17.08821 |
| 40  | Kostel svatého Mořice (Olomouc)                        | Olomouc                            | Morava                             | zaniklá | 1100                  | 49.59524   | 17.25046 |
| 41  | Rotunda Nanebevzetí Panny Marie                        | Plaveč                             | Morava                             | stojící | 1310                  | 48.92964   | 16.07981 |
| 42  | Rotunda svatého Pantaleona (Pustiměř)                  | Pustiměř                           | Morava                             | zaniklá | 1200                  | 49.32587   | 17.03000 |
| 43  | Kostel svaté Maří Magdaleny (Šebkovice)                | Šebkovice                          | Morava                             | stojící | 1280                  | 49.12430   | 15.81315 |
| 44  | Rotunda svatého Michala (Staré Město)                  | Staré Město                        | Morava                             | zaniklá | 900                   | 49.07461   | 17.45081 |
| 45  | Rotunda svatého Václava (Štěpkov)                      | Štěpkov                            | Morava                             | stojící | 1250                  | 49.08528   | 15.64820 |
| 46  | Kostel svatého Jiří (Tasov)                            | Tasov                              | Morava                             | zaniklá | 1300                  | 49.28857   | 16.09385 |
| 47  | Kostel svatého Hippolyta (Znojmo)                      | Znojmo (Hippolyt)                  | Morava                             | zaniklá | 1150                  | 48.85842   | 16.03497 |
| 48  | Rotunda svaté Kateřiny                                 | Znojmo (hrad)                      | Morava                             | stojící | 1180                  | 48.85541   | 16.04352 |
| 49  | Laurenzi-Kirche (Neulengbach)                          | Neulengbach                        | Rakousko                           | stojící | 1250                  | 48.21506   | 15.93168 |
| 50  | Rundkapelle Petronell                                  | Petronell-Carnuntum                | Rakousko                           | stojící | 1250                  | 48.11146   | 16.86156 |
| 51  | Pfarrkirche Scheiblingkirchen                          | Scheiblingkirchen-Thernberg        | Rakousko                           | stojící | 1250                  | 47.65846   | 16.13562 |
| 52  | Round Church, Preslav                                  | Велики Преслав                     | Bulharsko                          | zaniklá | 1230                  | 43.14230   | 26.81345 |
| 53  | Kirche von Little Maplestead                           | Little Maplestead                  | Velká Británie                     | stojící | 1350                  | 51.97455   | 0.65194  |
| 54  | Temple Church                                          | London                             | Velká Británie                     | stojící | 1290                  | 51.51322   | -0.11039 |
| 55  | Orphir Round Church                                    | Scapa Flow                         | Velká Británie                     | torzo   | 1150                  | 58.92196   | -3.15669 |
| 56  | Aachener Dom                                           | Aachen                             | Německo, Severní Porýní-Vestfálsko | stojící | 901                   | 50.77474   | 6.08388  |
| 57  | St. Johannes der Täufer und St. Katharina              | Nürnberg (Altenfurt)               | Německo, Bavorsko                  | stojící | 1250                  | 49.40675   | 11.16440 |
| 58  | St. Magdalena (Hausbach)                               | Vilshofen and der Donau (Hausbach) | Německo, Bavorsko                  | stojící | 1201                  | 48.60934   | 13.23943 |
| 59  | Marienkirche (Würzburg)                                | Würzburg                           | Německo, Bavorsko                  | stojící | 1120                  | 49.78985   | 9.92122  |
| 60  | Höfe (Dreihausen)                                      | Ebsdorfergrund                     | Německo, Hesensko                  | zaniklá | 901                   | 50.71393   | 8.85490  |
| 61  | Burg Groitzsch                                         | Groitzsch                          | Německo, Sasko                     | torzo   | 1190                  | 51.15959   | 12.27515 |
| 62  | Andreaskapelle (Leipzig)                               | Knautnaundorf                      | Německo, Sasko                     | stojící | 1190                  | 51.25430   | 12.26928 |
| 63  | Dorfkirche Salzfurtkapelle                             | Zörbig                             | Německo, Sasko-Anhaltsko           | stojící | 1200                  | 51.69321   | 12.16891 |
| 64  | Michaelskirche (Fulda)                                 | Fulda                              | Německo, Hesensko                  | stojící | 900                   | 50.55477   | 9.67221  |
| 65  | Schottenkloster Eichstätt                              | Eichstätt                          | Německo, Bavorsko                  | stojící | 1290                  | 48.88987   | 11.19072 |
| 66  | Église Notre-Dame-de-la-Merci de Planès                | Planès                             | Francie, Okcitánie                 | stojící | 1150                  | 42.49169   | 2.14122  |
| 67  | Abbaye de Honcourt                                     | Bas-Rhin                           | Francie, Grand Est                 | stojící | 1125                  | 48.34937   | 7.28298  |
| 68  | Ste-Marie (Lanleff)                                    | Lanleff                            | Francie, Bretaň                    | torzo   | 1170                  | 48.69503   | -3.04591 |
| 69  | Ny Kirke                                               | Nyker                              | Dánsko                             | stojící | 1250                  | 55.13938   | 14.76909 |
| 70  | Nylars Kirke                                           | Nylars                             | Dánsko                             | stojící | 1270                  | 55.07399   | 14.81495 |
| 71  | Sankt Ols Kirke                                        | Olsker                             | Dánsko                             | stojící | 1250                  | 55.23603   | 14.80039 |
| 72  | Østerlars Kirke                                        | Østerlars                          | Dánsko                             | stojící | 1270                  | 55.17148   | 14.96166 |
| 73  | Thorsager Kirke                                        | Thorsager                          | Dánsko                             | stojící | 1340                  | 56.34233   | 10.46077 |
| 74  | Horne Kirke (Faaborg-Midtfyn Kommune)                  | Horne                              | Dánsko                             | stojící | 1280                  | 55.10612   | 10.17409 |
| 75  | Bjernede Kirke                                         | Sorø                               | Dánsko                             | stojící | 1270                  | 55.46209   | 11.62505 |
| 76  | Szent András-templom (Hidegség)                        | Hidegség                           | Maďarsko                           | stojící | 1310                  | 47.62508   | 16.74358 |
| 77  | Szent Jakab-kápolna (Ják)                              | Ják                                | Maďarsko                           | stojící | 1260                  | 47.13912   | 16.58183 |
| 78  | Kallósdi kerektemplom                                  | Kallósd                            | Maďarsko                           | stojící | 1370                  | 46.86926   | 17.06549 |
| 79  | Karcsai református templom                             | Karcsa                             | Maďarsko                           | stojící | 1290                  | 48.31541   | 21.79488 |
| 80  | Kissikátori kerektemplom                               | Kissikátor                         | Maďarsko                           | torzo   | ?                     | 48.20185   | 20.12706 |
| 81  | Ösküi kerektemplom                                     | Öskü                               | Maďarsko                           | stojící | 1100                  | 47.15851   | 18.07246 |
| 82  | Pápoc kerektemplom                                     | Pápoc                              | Maďarsko                           | stojící | 1370                  | 47.41368   | 17.12688 |
| 83  | Zámoly kerektemplom                                    | Zámoly                             | Maďarsko                           | torzo   | 1200                  | 47.34852   | 18.39800 |
| 84  | St. Olav's Abbey, Tønsberg                             | Tønsberg                           | Norsko                             | zaniklá | 1295                  | 59.26628   | 10.41007 |
| 85  | Rotunda svatého Mikuláše a svatého Václava             | Cieszyn                            | Polsko                             | stojící | 1100                  | 49.75116   | 18.62570 |
| 86  | Rotunda Najświętszej Marii Panny na Wawelu             | Krakov (Wawel)                     | Polsko                             | torzo   | 1080                  | 50.05430   | 19.93630 |
| 87  | předrománská jednoapsidová rotunda                     | Krakov (Wawel)                     | Polsko                             | zaniklá | 1000                  | 50.05489   | 19.93526 |
| 88  | románská jednoapsidová rotunda                         | Krakov (Wawel)                     | Polsko                             | zaniklá | 1180                  | 50.05305   | 19.93523 |
| 89  | románská dvouapsidová rotunda "B"                      | Krakov (Wawel)                     | Polsko                             | zaniklá | 1000                  | 50.05390   | 19.93592 |
| 90  | hrad                                                   | Przemyśl                           | Polsko                             | zaniklá | 1100                  | 49.77965   | 22.76561 |
| 91  | katedrála                                              | Przemyśl                           | Polsko                             | zaniklá | 1275                  | 49.78106   | 22.76846 |
| 92  | Rotunda św. Prokopa w Strzelnie                        | Strzelno                           | Polsko                             | stojící | 1230                  | 52.63023   | 18.17955 |
| 93  | Capela romanică din Geoagiu                            | Geoagiu                            | Rumunsko                           | stojící | 1190                  | 45.92005   | 23.20317 |
| 94  | Baďan                                                  | Baďan                              | Slovensko                          | stojící | 1200                  | 48.33360   | 18.84032 |
| 95  | Bijacovce                                              | Bijacovce                          | Slovensko                          | stojící | 1375                  | 49.02560   | 20.80399 |
| 96  | Bíňa                                                   | Bíňa                               | Slovensko                          | stojící | 1310                  | 47.92105   | 18.64260 |
| 97  | Kaple svatého Jakuba (Bratislava)                      | Bratislava I - Staré Mesto         | Slovensko                          | zaniklá | 1190                  | 48.14470   | 17.11218 |
| 98  | Chrám svatého Mikuláše (Staré Mesto)                   | Bratislava I - Staré Mesto         | Slovensko                          | zaniklá | 1100                  | 48.14321   | 17.10321 |
| 99  | Rotunda Všech svatých (Dechtice)                       | Dechtice                           | Slovensko                          | stojící | 1275                  | 48.55176   | 17.59497 |
| 100 | Domaniža                                               | Domaniža                           | Slovensko                          | stojící | 1300                  | 49.04360   | 18.55267 |
| 101 | Kostolec (hradiště)                                    | Ducové                             | Slovensko                          | zaniklá | 900                   | 48.62241   | 17.87280 |
| 102 | Jalšové                                                | Jalšové                            | Slovensko                          | stojící | 1320                  | 48.50586   | 17.83116 |
| 103 | Klížska Nemá                                           | Klížska Nemá                       | Slovensko                          | stojící | 1200                  | 47.75181   | 17.81896 |
| 104 | Benediktinský klášter                                  | Košice (Krásna nad Hornádom)       | Slovensko                          | zaniklá | 1200                  | 48.67244   | 21.31665 |
| 105 | u kostela                                              | Kostoľany nad Hornádom             | Slovensko                          | zaniklá | 1300                  | 48.79932   | 21.24075 |
| 106 | Kremnické Bane                                         | Kremnické Bane                     | Slovensko                          | stojící | 1375                  | 48.74356   | 18.91431 |
| 107 | Kostel Povýšení svatého Kříže (Križovany nad Dudváhom) | Križovany nad Dudváhom             | Slovensko                          | stojící | 1325                  | 48.32379   | 17.65609 |
| 108 | Malé Kosihy                                            | Malé Kosihy                        | Slovensko                          | stojící | 1280                  | 47.92205   | 18.75428 |
| 109 | Kostel svatého Martina (Martin)                        | Martin                             | Slovensko                          | zaniklá | 1100                  | 49.06194   | 18.92122 |
| 110 | Zemplínské muzeum                                      | Michalovce                         | Slovensko                          | zaniklá | 1100                  | 48.75747   | 21.92565 |
| 111 | Rotunda svatého Jiří (Nitrianska Blatnica)             | Nitranska Blatmica                 | Slovensko                          | stojící | 900                   | 48.58466   | 17.96351 |
| 112 | Prihradzany                                            | Prihradzany                        | Slovensko                          | stojící | 1325                  | 48.58061   | 20.23953 |
| 113 | Šivetice                                               | Šivetice                           | Slovensko                          | stojící | 1330                  | 48.58385   | 20.27542 |
| 114 | Rotunda svatého Jiří (Skalica)                         | Skalica                            | Slovensko                          | stojící | 1100                  | 48.84848   | 17.22542 |
| 115 | Selo                                                   | Selo                               | Slovensko                          | stojící | 1325                  | 46.73538   | 16.28894 |
| 116 | Church ruins of Agnestad                               | Agnestads                          | Švédsko                            | zaniklá | 1275                  | 58.15052   | 13.60175 |
| 117 | Bromma Church, Stockholm                               | Bromma                             | Švédsko                            | stojící | 1275                  | 59.35440   | 17.92084 |
| 118 | Solna kyrka                                            | Solna                              | Švédsko                            | stojící | 1275                  | 59.35304   | 18.02406 |
| 119 | Munsö kyrka                                            | Munsö                              | Švédsko                            | stojící | 1290                  | 59.40119   | 17.56106 |
| 120 | Hagby kyrka, Småland                                   | Småland                            | Švédsko                            | stojící | 1280                  | 56.55463   | 16.17664 |
| 121 | Voxtorps kyrka, Kalmar län                             | Voxtrop                            | Švédsko                            | stojící | 1350                  | 56.53840   | 16.14264 |
| 122 | Vårdsbergs kyrka                                       | Linköping                          | Švédsko                            | stojící | 1250                  | 58.40392   | 15.75169 |
| 123 | Tjärstads kyrka                                        | Rimforsa                           | Švédsko                            | zaniklá | 1280                  | 58.11715   | 15.71841 |
| 124 | Valleberga kyrka                                       | Valleberga                         | Švédsko                            | stojící | 1290                  | 55.42871   | 14.06240 |
| 125 | Skörstorps kyrka                                       | Skörstorps                         | Švédsko                            | stojící | 1270                  | 58.12579   | 13.73208 |
| 126 | Dimbo-Ottravads kyrka                                  | Dimbo                              | Švédsko                            | zaniklá | 1270                  | 58.16830   | 13.81796 |
| 127 | Kirchenruine von Klosterstad                           | Klosterstadt                       | Švédsko                            | zaniklá | 1370                  | 58.44576   | 14.95998 |
| 128 | Rundkirche von Helsingborg                             | Helsingborg                        | Švédsko                            | zaniklá | 1225                  | 56.04806   | 12.69861 |
| 129 | Horjanská rotunda                                      | Užhorod                            | Ukrajina                           | stojící | 1101                  | 48.60628   | 22.33700 |